# 露柱百蕊草
露柱百蕊草（学名：Thesium himalense）为檀香科百蕊草属下的一个种。

## 扩展阅读
- 維基物種上的相關：露柱百蕊草